# Tygyn Darchan

Tygyn Darchan

Tygyn Darchan (jakutisch Тыгын Дархан, russisch Тынин; † 1632) war ein legendärer jakutischer Held und Inhalt mehrerer Legenden. Er war Anführer des Kangalas Clans und König der Jakuten.